# Elard Hugo Meyer
Elard Hugo Meyer, född den 6 oktober 1831 i Bremen, död den 11 februari 1908 i Freiburg im Breisgau, var en tysk filolog och religionshistoriker. 
Meyer, som var ordinarie honorarprofessor i tysk filologi vid Freiburgs universitet, skrev Indogermanische Mythen (I. Gandharvenkentauren, 1883; II. Achilleis, 1887), Homer und die Ilias (1887), Völuspa (1889), där han vill ådagalägga överensstämmelse med kristna medeltidsskrifter från kontinenten, framför allt med Honorius från Augustodunum (särskilt hans 1100–25 författade utläggning av "Höga visan" och hans "Kyrkospegel"), Die eddische Kosmogonie (1891), Germanische Mythologie (samma år) och Deutsche Volkskunde (1898).